# Niżnonowogrodzki Naukowo-Badawczy Instytut Radiotechniczny
Niżnonowogrodzki Naukowo-Badawczy Instytut Radiotechniki (ros. Нижегородский научно-исследовательский институт радиотехники, ННИИРТ) – rosyjskie przedsiębiorstwo zajmujące się rozwojem i produkcją stacji radarowych, zlokalizowane w Niżnym Nowogrodzie. Od 2007 r. wchodzi w skład koncernu Ałmaz-Antiej.

## Historia
Przedsiębiorstwo powstało 30 września 1947 r. jako Zakład nr 197 im. Włodzimierza Lenina i zajmowało się początkowo opracowaniem radiostacji lotniskowych oraz radiostacji samolotowych. W 1948 r., pod kierownictwem Jewgienija Wasiljewicza Buchwałowa, opracowano w nim modyfikację radaru P-3 (П-3) – pierwszej radzieckiej stacji radarowej (opracowanej w 1944 r.). Opracowanie radiostacji Czernosliw przez P. N. Gurowa przyniosło w 1951 r. Biuru Nagrodę Państwową. Prace Buchwałowa doprowadziły do opracowania radaru P-8 (П-18), za co Zakład w 1952 r. otrzymał kolejną Nagrodę Państwową. W kolejnych latach prace Wasilija Iwanowicza Owsianikowa doprowadziły do powstania radaru P-14 (П-14) co zaowocowało przyznaniem Zakładowi w 1960 r. Nagrody Lenina.
W 1966 r. Zakład przekształcił się w samodzielne przedsiębiorstwo – Zakłady Telewizyjne Gorkiego im. W.I. Lenina. W kolejnych latach opracowano radary P-70 (П-70), P-18 (П-18), 5N84A (Н84А.), 5N69 (5Н69), 44Ż6 (44Ж6) oraz urządzenia zakłócające systemy naprowadzania radarowego 5U67 (5У67) i 5U65 (5У65). Opracowanie radaru 5N69 (5Н69) przez Jurija Nikołajewicza Sokołowa w 1979 r. przyniosło Zakładowi Nagrodę Państwową. Za znaczący wkład naukowy w rozwój krajowej radiolokacji Nagrody również otrzymali pracownicy Zakładu – Zaczepickij i Kryłow. W 1981 r. nastąpiło przekształcenie Zakładu w Instytut Badawczy Inżynierii Radiotechniki. W kolejnych latach opracowano kolejne konstrukcje: radar pokładowy RTK E-801 (РТК Э-801) dla śmigłowca Ka-31, radar 55Ż6 (55Ж6), 1L13 (1Л13), 55Ż6U (55Ж6У).
W 1991 r. w związku ze zmianą nazwy miasta, przedsiębiorstwo zostało przemianowane na Niżnonowogrodzki Naukowo-Badawczy Instytut Radiotechniki. W 1999 uzyskało ono, Zarządzeniem Rządu Federacji Rosyjskiej, status Federalnego Centrum Badawczo-Produkcyjnego. W 2008 roku przedsiębiorstwo zostało przekształcone w Otwartą Spółkę Akcyjną. W 2011 roku NNIIRT stał się częścią koncernu Ałmaz-Antiej.

## Produkcja bieżąca
Zakład produkuje i dostarcza na potrzeby armii rosyjskiej systemy:
- Niebo(inne języki) (ros. РЛС 55Ж6У),
- 59N6 (ros. РЛС 59Н6),
- E-801E OKO (ros. РЛС Э-801Е),
- 1Ł119 Niebo-SWU (ros. 1Л119 Небо-СВУ),
- Protiwnik-GIE(inne języki) (ros. Противник-ГЕ),
- Niebo-M (ros. Небо-М),
- Barjer-IE (ros. РЛС Барьер-Е),
- 1Ł121-E(inne języki) (ros. РЛС 1Л121Е),

Łączna ilość seryjnie wyprodukowanych (do 2011 r.) radarów opracowanych przez przedsiębiorstwo wynosi ok. 17 tys. sztuk. Prawie 3 tys. urządzeń zostało wyeksportowane do ponad 50 krajów.

## Dyrektorzy przedsiębiorstwa
Funkcję dyrektora w zakładzie pełnili:
- Wasilij Aleksiejewicz Awdientow (od 1947),
- Jewgienij Aleksandrowicz Mierkin (od 1948),
- Lew Iwanowicz Pankratow (od 1956),
- Gieorgij Kuźmicz Kisielew (od 1957),
- Władimir Aleksiejewicz Proskurin (od 1981),
- Walerij Wasiljewicz Moskalenko (od 1994),
- Anatolij Aleksandrowicz Tanygin (od 2006),
- Grigorij Aleksiejewicz Jegoroczkin (od 2011),
- Walerij Jewgienjewicz Tiulin (obecnie).